# Герман Дальманн
Герман Франц Артур Август Теодор Дальманн (нім. Hermann Franz Arthur August Theodor Dahlmann; 10 листопада 1892, Ванфрід — 21 січня 1978, Рімстінг) — німецький льотчик-ас, оберлейтенант Імперської армії, генерал-лейтенант люфтваффе.

## Біографія
1 квітня 1913 року у званні офіцера вступив на військову службу до піхоти. У липні 1915 р. клопотав про переведення в авіацію. Пройшов льотну підготовку в 3-му льотному запасному дивізіоні у Готі. Перше призначення отримав у 63-й льотний дивізіону. В травні-жовтні 1916 року літав у складі 252-го льотного дивізіону. В березні 1917 року став льотчиком-винищувачем. 15 квітня 1917 року переведений 29-ту винищувальну ескадрилью. 27 січня 1918 року отримав звання оберлейтенанта, будучи командиром тренувальної школи. 21 лютого 1918 року був переведений в 26-ту винищувальну ескадрилью у складі новосформованої 3-ї винищувальної ескадри. З липня 1918 року — ад'ютант своєї ескадри. Всього за час бойових дій здобув 7 перемог.
З 15 липня 1919 року служив в берлінській поліції. Брав активну участь в управлінні повітряною поліцією. 17 травня 1933 року призначений начальником відділу Імперського міністерства авіації. З 3 листопада 1939 року — комендант авіабази в Данцигу, після чого ще 4 рази займав посаду коменданта авіабази чи аеродрому. З 8 липня 1942 року — спеціальний помічник генерал-фельдмаршала Ергарда Мільха. З 1 грудня 1943 року — начальник безпеки і експлуатації польотів, а також всієї наземної служби люфтваффе. 8 травня 1945 року взятий в полон. В серпні 1947 року звільнений. 

## Нагороди
- Залізний хрест
  - 2-го класу (11 вересня 1914)
  - 1-го класу (20 червня 1917)
- Нагрудний знак військового пілота (Пруссія) (1 жовтня 1916)
- Почесний кубок для переможця у повітряному бою (16 червня 1917)
- Королівський орден дому Гогенцоллернів, лицарський хрест з мечами
- Пам'ятний знак пілота (Пруссія) (1 квітня 1919)
- Почесний хрест ветерана війни з мечами (1935)
- Пам'ятна військова медаль (Австрія) з мечами (1935)
- Пам'ятна військова медаль (Угорщина) з мечами (1935)
- Нагрудний знак пілота (1935)
- Пам'ятна нарукавна стрічка «Винищувальна ескадрилья Бельке №2 1916/18» (1935)
- Медаль «За вислугу років у Вермахті» 4-го, 3-го і 2-го класу (18 років; 2 січня 1937)
- Медаль «У пам'ять 1 жовтня 1938 року» (2 жовтня 1939)
- Хрест Воєнних заслуг 2-го класу з мечами (12 листопада 1940)
- Медаль «За вислугу років у НСДАП» в бронзі (10 років)